# شاه‌پروانه ارغوانی کوچک
شاه‌پروانه ارغوانی کوچک (نام علمی: Apatura ilia) نام یک گونه از تیره فرچه‌پایان است.